# Joseph Goldberger

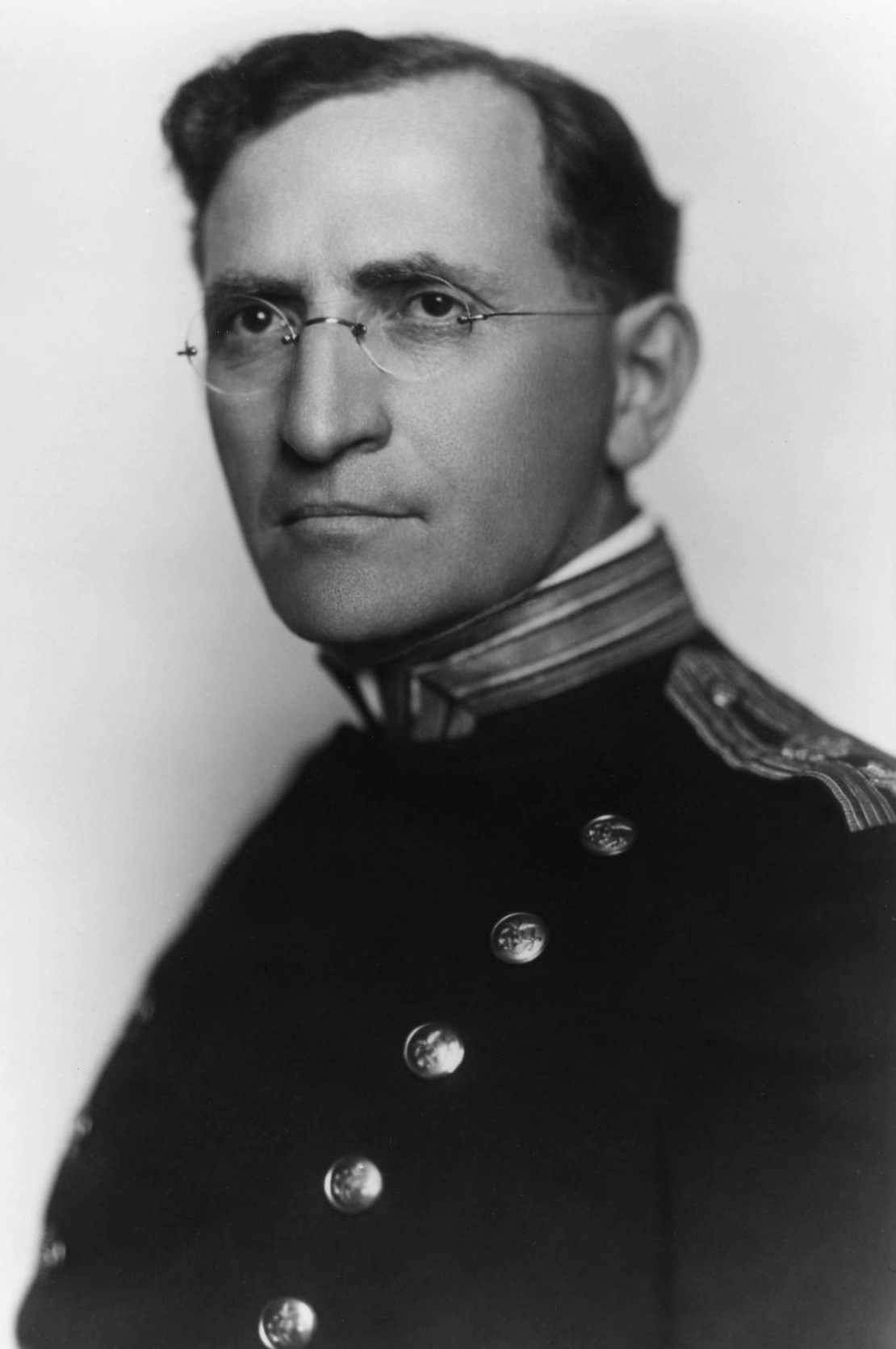
Joseph Goldberger

Joseph Goldberger (* 16. Juli 1874 in Giraltovce, Königreich Ungarn; † 17. Januar 1929 in Washington, D.C., Vereinigte Staaten) war ein US-amerikanischer Mediziner. Zusammen mit Kollegen bewies er Anfang des 20. Jahrhunderts, dass sowohl die sogenannte Pellagra des Menschen als auch die Schwarze-Zunge-Krankheit des Hundes durch einen Mangel an Nicotinsäure, einem Vitamin aus dem B-Komplex, entstehen. Davor favorisierte man Keime als Ursache.
Mit sechs Jahren wanderte er mit seiner Familie in die USA ein – seine Eltern hatten einen Kaufmannsladen in der East Side von Manhattan. Ab 1890 studierte er am City College in New York. Zunächst wollte er Ingenieur werden, wechselte dann aber zur Medizin mit einem M. D. Abschluss am Bellevue Hospital Medical College 1895. Zunächst praktizierte er als Arzt in einer Kleinstadt in Pennsylvania, langweilte sich dabei aber und bewarb sich um eine Stelle am Marine Hospital Service, die er nach einer kompetitiven Prüfung 1899 antrat. Dort war er mit der Bekämpfung von Infektionskrankheiten (vornehmlich von Seeleuten) beschäftigt. 1902 wurde er in Public Health Service umbenannt und widmete sich zunehmend der Grundlagenforschung gegen Infektionen. 1914 wurde Goldberger vom Surgeon General Rupert Blue mit der Untersuchung von Pellagra beauftragt, das aufgrund einseitiger Mais- und Molasse-Ernährung in den armen Bevölkerungsschichten der Südstaaten der USA endemisch war. Goldberger erkannte bald, dass es sich nicht um eine Infektionskrankheit handelte, sondern um eine Folge von Fehlernährung. Dazu unternahm er Ernährungsexperimente mit Freiwilligen aus einem Gefängnis in Mississippi. Seine Erkenntnisse stießen damals auf Widerstände, teilweise warf man ihm als Mann aus den Nordstaaten Vorurteile gegen die Lebensweise der Südstaatler vor.
Goldberger versuchte den Rest seiner Karriere, den Nahrungsmittelbestandteil zu finden, dessen Fehlen Pellagra verursachte, starb aber 1929 an Krebs, bevor die Ursache gefunden wurde. Dies gelang Conrad Elvehjem 1937, der nachwies, dass es auf Nikotinsäuremangel beruhte.

## Schriften
- The etiology of pellagra: The significance of certain epidemiological observations with respect thereto. Public Health Rep. 1914;29(26):1683-86.
- mit Waring CH, Tanner WF: Pellagra prevention by diet among institutional inmates. Public Health Rep. 1923;38(41):2361-68.
- mit Wheeler GA: The experimental production of pellagra in human subjects by means of diet. Hygienic Laboratory Bulletin. 1920; 120:7-116.